# Villaverde del Río
Villaverde del Río és un municipi de la província de Sevilla, Andalusia, Espanya. En l'any 2006 tenia 6.780 habitants. La seva extensió superficial és de 41 km² i té una densitat de 163,0 hab/km². Està situada a una altitud de 17 metres i a 30 quilòmetres de la capital de província, Sevilla.
Està banyada pel riu Guadalquivir, pel riu Viar (on desemboca) i es troba a les faldilles de Sierra Morena, d'on baixa el Siete Arroyos.

## Festivitats
Les seves festes més populars són el Romiatge en honor de la seva patrona La nostra Señora de Aguas Santas, La Cavalcada de Reyes Mags (molt coneguda en la Comarca) i la Processó de la seva Patrona Verge d'Aigües Santes el dia 8 de Setembre en el seu "Pas Custodia" amb la particularitat que para en totes i cadascuna de les portes del seu recorregut.

## Història
El seu actual nom procedeix de Ferran III "El Sant", que en un dels seus viatges, en temps d'extrema sequera, es va impressionar pels vergeles de la zona. Ja en l'any 1570, el rei Felip II ven el llogaret a un ric mercader italià, al qual va pertànyer fins al segle xix. S'han trobat restes d'atuells i armes d'èpoques remotes i civilitzacions distintes, que van des del més que probable origen tartèssic, passant per romans i àrabs.

## Demografia
| 1996  | 1998  | 1999  | 2000  | 2001  | 2002  | 2003  | 2004  | 2005  | 2006 |
| ----- | ----- | ----- | ----- | ----- | ----- | ----- | ----- | ----- | ---- |
| 6.669 | 6.633 | 6.598 | 6.632 | 6.532 | 6.515 | 6.555 | 6.631 | 6.685 | 6780 |